# Giovanni Paccosi
Giovanni Paccosi (* 2. června 1960 Florencie) je italský římskokatolický duchovní a biskup San Miniata.

## Život
Narodil se 2. června 1960 ve Florencii.
Vstoupil do arcibiskupského semináře. Po studiu teologie byl 4. dubna 1985 arcibiskupem Silvanem Piovanelli vysvěcen na kněze. Působil v různých pastoračních funkcích v arcidiecézi. Roku 2001 byl pozván jako misionář fidei donum do diecéze Carabayllo v Peru. Zde sloužil jako farář v Santa María de la Reconciliación. Vyučoval na Universidad Católica Sedes Sapientiae.
Na Facultad de Teología Pontificia y Civil de Lima získal licenciát z teologie a roku 2015 doktorát na Teologické fakultě Střední Itálie. Následující rok se stal farářem ve farnosti Ježíše Dobrého pastýře v Scandicci a vedoucím oddělení pro církevní kulturní dědictví a náboženské budovy. Od roku 2019 zastával funkci biskupského vikáře pro pastoraci.
Dne 24. prosince 2022 jej papež František jmenoval biskupem San Miniata. Biskupské svěcení přijal 5. února následujícího roku z rukou kardinála Giuseppe Betoriho a spolusvětiteli byli arcibiskup Andrea Bellandi a biskup Andrea Migliavacca.